# 红苞木生小煤炱
红苞木生小煤炱（学名：Meliola rhodoleiicola）是属于小煤炱目小煤炱科小煤炱属的一种真菌，寄生在红花荷属植物上。该种分布于中国。